# لبوبانیا
لبوبانیا (به لاتین: Lebubania) یک روستا در بنگلادش است که در استان باریسال و در ناحیه پیروج‌پور واقع شده است.